# Dirk van Hogendorp

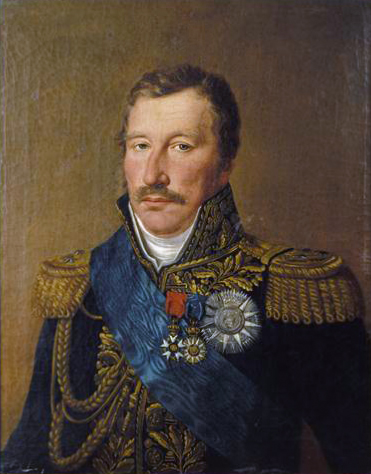
Dirk van Hogendorp.

Dirk van Hogendorp, född 13 oktober 1761 i Rotterdam, död 29 oktober 1822 vid Rio de Janeiro, var en nederländsk greve och general; bror till Gijsbert Karel van Hogendorp. 
Dirk van Hogendorp tillhörde först preussiska armén och innehade därefter (1785–99) anställning i Nederländska Ostindiska Kompaniets tjänst. Åren 1803–05 var han holländskt sändebud i Sankt Petersburg, och 1807 blev han krigsminister, men utnämndes redan samma år till sändebud i Wien, 1809 i Berlin och 1810 i Madrid. Efter Hollands införlivande med Frankrike samma år blev han 1811 divisionsgeneral i fransk tjänst och Napoleon I:s adjutant samt 1812 guvernör först i Königsberg, sedan i Vilnius och 1813 i Hamburg under Louis Nicolas Davout. Av Napoleon upphöjdes han till greve. Efter dennes fall (1814) drog han sig tillbaka till Holland, men återinträdde under "de hundra dagarna" (1815) i hans tjänst. År 1816 begav han sig till Sydamerika.